# Dryden (Míchigan)
Dryden es una villa ubicada en el condado de Lapeer en el estado estadounidense de Míchigan. En el Censo de 2010 tenía una población de 951 habitantes y una densidad poblacional de 333,8 personas por km².

## Geografía
Dryden se encuentra ubicada en las coordenadas 42°56′44″N 83°7′26″O / 42.94556, -83.12389. Según la Oficina del Censo de los Estados Unidos, Dryden tiene una superficie total de 2.85 km², de la cual 2.85 km² corresponden a tierra firme y (0%) 0 km² es agua.

## Demografía
Según el censo de 2010, había 951 personas residiendo en Dryden. La densidad de población era de 333,8 hab./km². De los 951 habitantes, Dryden estaba compuesto por el 98% blancos, el 0% eran afroamericanos, el 0.42% eran amerindios, el 0.21% eran asiáticos, el 0% eran isleños del Pacífico, el 0.32% eran de otras razas y el 1.05% pertenecían a dos o más razas. Del total de la población el 1.05% eran hispanos o latinos de cualquier raza.